# (10128) Bro
(10128) Bro – planetoida z grupy pasa głównego asteroid okrążająca Słońce w ciągu 3 lat i 153 dni w średniej odległości 2,27 j.a. Została odkryta 19 marca 1993 roku w Europejskim Obserwatorium Południowym w programie UESAC. Nazwa planetoidy pochodzi od Bro, małej parafii na Gotlandii. Przed nadaniem nazwy planetoida nosiła oznaczenie tymczasowe (10128) 1993 FT31.